# Renault R29
A Renault R29 egy Formula–1-es versenyautó, amelyet a Renault F1 Team konstruktőr 2009-ben versenyeztetett. Pilótái Fernando Alonso és Nelson Piquet Jr., majd az európai nagydíjtól utóbbi helyett Romain Grosjean. 2009. január 19-én Portugáliában mutatták be az autót.

## Fejlesztés
A legszembetűnőbb változás talán az R29-es orrkúpjának és oldalsó kocsiszekrényének rendkívül érdekes kialakítása. Az új orr-rész kialakításának hátterében áll többek között az új regulák szerint elkészített első légterelő szárny is, amelynek középső szakaszában a 2008-as idényben látott megoldásokkal ellentétben egy kisebb leszorító erőt előállító, úgynevezett semleges szekciót kellett kialakítani. Az R29-es orrkúp kialakításának előnye továbbá, hogy az elem alatt áthaladó légáramlatok kisebb nyomást fejtenek ki, ami egyben megnöveli a szárnyra és az autó elülső részére ható leszorító erő nagyságát is.

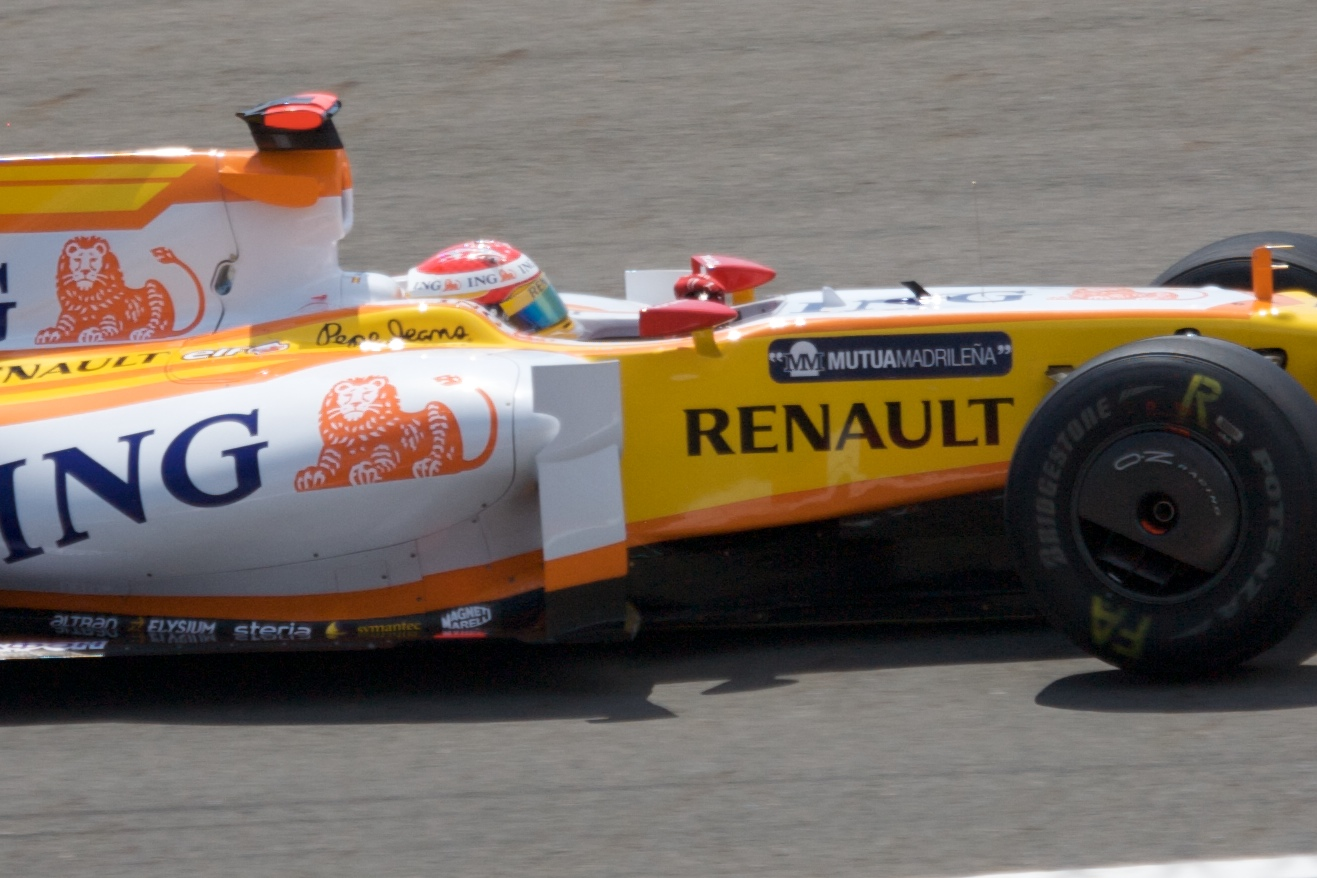
Fernando Alonso a Török nagydíjon.

Az Renault R29-es bemutató autón látható első légterelő szárny vízszintes főprofiljának vonalvezetése néhány ponton megtörik. Ez a kialakítás megosztja a szárny alatt és felett továbbhaladó légáramlatok nyomási viszonyait. A Williams-Toyota FW31-es versenyautójához hasonlóan az R29-es első szárnya is egy-egy kiegészítő szárnyelemet tartalmazott, amelyek dőlésszögét a 2009-es előírásoknak megfelelően a pilóta a kormánykeréken elhelyezett kapcsoló segítségével egy kör teljesítése alatt 6 fokos értékhatáron belül maximálisan két alkalommal állíthatta. A hídszárnyak betiltása ellenére a szárny két végén a véglezáró lemezekhez csatlakozva engedélyezett volt a lépcsős légterelők alkalmazása, amellyel az R29-es bemutató autóján nem élt a csapat. A megfelelő méret és a mozgatható szárnyelemek orrkúp felől elhelyezett keresztirányú légterelőjének köszönhetően csökkenteni tudták az első kerékfelfüggesztésről leváló légáramlatok vibrációs hatását, és a lengőkarok közegellenállását, növelve ezáltal az R29-es elülső részének menetstabilitását. Szintén ebből a célból készült viszonylag nagyobb méretben az első légterelő szárny két véglezáró profilja is, amelyek az első kerekek felett, valamint mellette vezetik el megfelelő módon az ott áthaladó légáramlatokat.
A versenyautó elülső részét tekintve módosult az R29-es konstrukció első kerékfelfüggesztése is, amely új geometriájú keresztlengőkarokat tartalmaz. A mechanikai tapadásért felelős lengéscsillapító rendszer az R28-as autón megismert változattal ellentétben magasabb ponton csatlakozott a karosszériához. Mivel az első fékek hűtőnyílásától kezdve, valamint az első légterelő szárny és az első kerekek közötti területen semmiféle extra szárnyelemet nem lehetett már alkalmazni, a Renault igyekezett a korábban használt aerodinamikai kiegészítők feladatát helyettesítő, a szabályok által megengedett megoldást találni. Ennek egyik eszközeként az R29-es orrkúpja alatt, az első kerékfelfüggesztés alsó lengőkarjai mellett korábban alkalmazott fordítólemezek helyett egy-egy függőleges kialakítású szakáll-lemez kapott helyet. A Venturi-elv hatását kihasználva az orrkúp alatt kialakuló alacsony nyomásnak köszönhetően nagyobb aerodinamikai leszorító erő hatott az autó első tengelyére, valamint a padlólemez különleges peremezésével együtt kiegészülve megfelelő légáramlást biztosított az autó alatti területen keresztül az oldalsó kocsiszekrényén kialakított hűtőnyílások irányába.
Az aerodinamikai szempontból fontos szerepet játszó oldalsó kocsiszekrény előtti szekcióban a szakáll-lemezek és a padlólemez peremezésének köszönhetően nem alakítottak ki homloklemezeket. Ennek, valamint a kocsiszekrény befelé szűkülő kialakításának köszönhetően érték el, hogy a hűtőpanelek előtti légbeömlők alatt a KERS megfelelő hőmérsékleten tartásának érdekében kialakított extra hűtőnyílás is megfelelő hatékonysággal lássa el feladatát. A hátsó karosszériaelemek alatt történt meg a Magnetti-Marellivel közösen kifejlesztett elektromos elven működő KERS beépítési helyének a kialakítása, amely a fékezések során nyert energiát a megfelelő hűtést igénylő, erre a célra kifejlesztett akkumulátorokban tárolták.

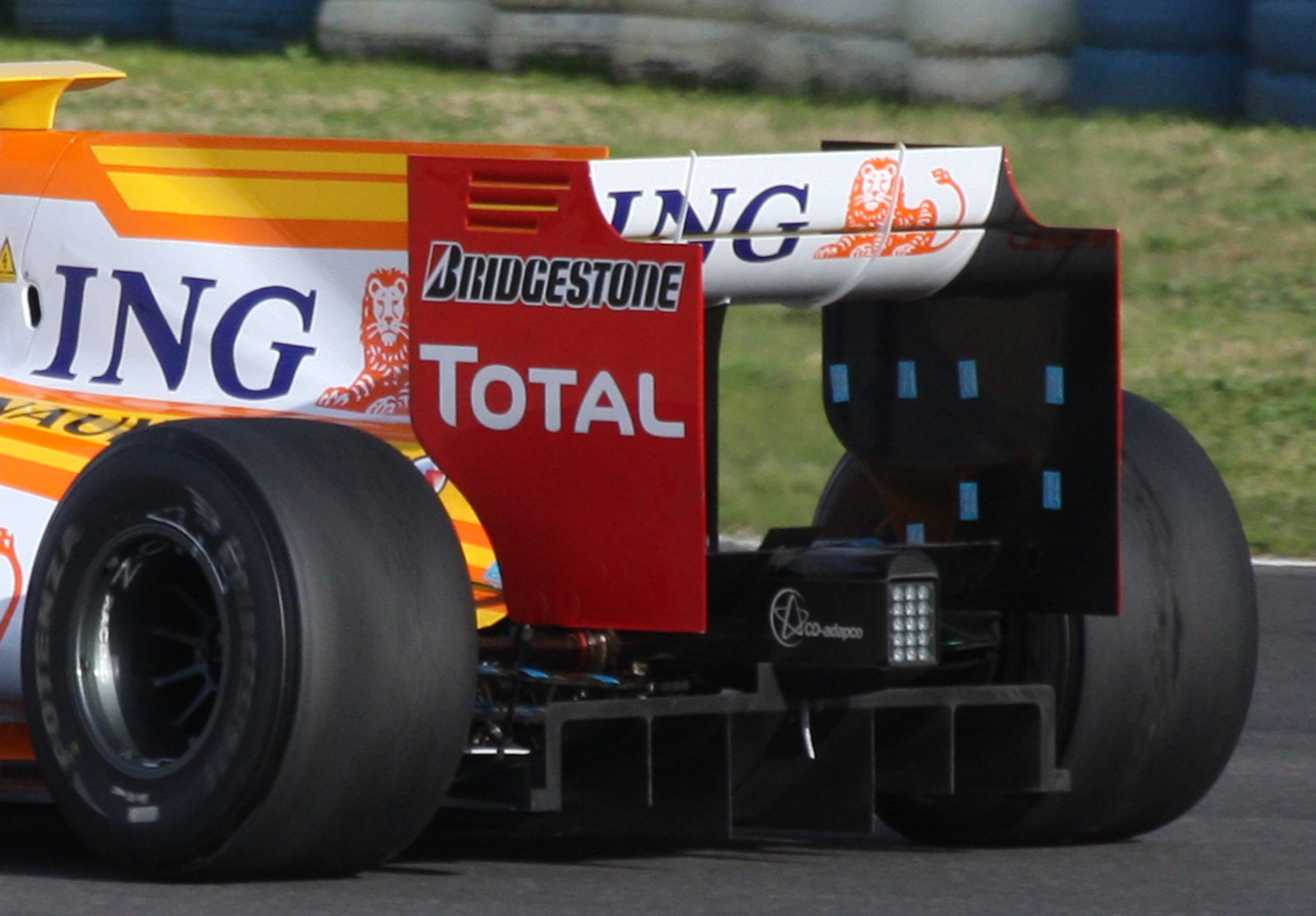
A Renault R29 a jerezi teszten.

Az R29 fejlesztése során a mérnökök igyekeztek az autó minden egyes alkotóelemét a lehető legkisebb súlyban elkészíteni, de mindezt természetesen úgy, hogy ne rontsa azok megbízhatósági mutatóit. Ezen irányelv fontosságát emeli a 2009-es évben bevezetett hibrid hajtás, a kinetikus energia-visszanyelő rendszer (KERS) alkalmazása. A megfelelő súlyértékek biztosításának érdekében a francia csapat szakemberei már az anyagválasztásokra is nagy hangsúlyt fektettek. Törekvésük eredményeképpen született meg például a továbbfejlesztett sebességváltó ház, melynek előállításához szénszálas anyagot és titánt használtak fel, valamint a korábbi évekhez viszonyítva nagyobb százalékban MMC alumínium és magnézium is szerepel a felhasznált alapanyagok listáján. A Renault a Magnetti-Marellivel karöltve már 2007-ben megkezdte a KERS kifejlesztését. A motor/generátor egységet tartalmazó rendszer az RS27-es V8-as motor előtt kapott helyet, amely a fékezések alatt tölti a versenyautó alsó részén elhelyezett akkumulátorokat, és a pilóta által működtetett nyomógombbal pedig megtörténik az eltárolt energia visszatáplálása a versenyautó hátsó futóműveihez.

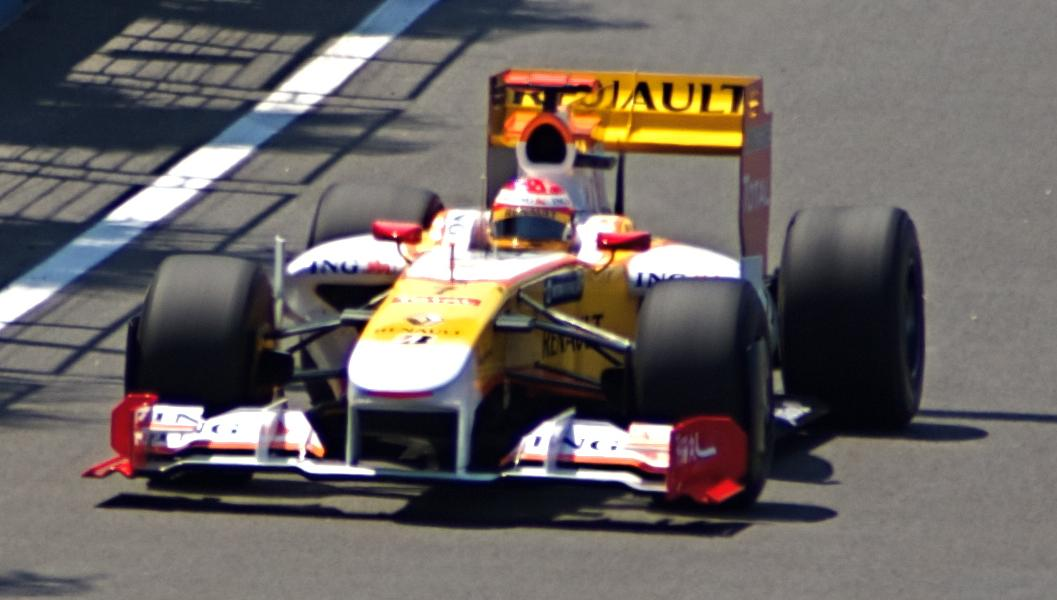
Fernando Alonso az európai nagydíjon.

Az R29-es motorburkolata a riválisokkal ellentétben az előző évben használt, a hátsó légterelő szárny irányába megnövelt felületű, úgynevezett cápauszony kialakítást kapott. Ezen megoldásnak köszönhetően az új szabályok szerint 950 mm magasra és a 750 mm szélesre épített hátsó szárny által veszített menetstabilitást próbálták visszanyerni, amelynek leginkább a kanyarodások során vették hasznát. Az R29-es hátsó légterelő szárnyával kapcsolatban megfigyelhető a szárny szimmetriavonalában elhelyezett szimpla tartóelem, amelyhez hasonló kialakítást a Renault először az R26-os autója esetében alkalmazott. Annak ellenére, hogy az oldalsó kocsiszekrény két oldalán egy-egy szellőzőnyílás használatát engedélyezte az FIA, az R29-es hátsó burkolati elemének felső felületén egyetlenegy szellőzőt sem lehet felfedezni. A Renault hátsó kerékfelfüggesztésének a sebességváltó felőli szakaszai egy igencsak egyedi formatervezésű burkolatot kapott, amely tulajdonképpen a felső karosszériaelemek meghosszabbításának is nevezhetőek. Mivel az új előírások miatt a hátsó kerekek előtti teret teljes mértékben szabadon kellett hagyni, ezért ezzel valamelyest további légterelő felületet nyertek, amelynek nem utolsósorban a burkolat felső részén kialakított kipufogóból kiáramló forró levegő tökéletes elvezetésében is fontos szerep jutott. Az autó ezen részének kialakítása többek között lehetővé tette a sebességváltó felső részénél esetlegesen szükségesnek bizonyuló hűtőnyílás megvalósítását is.
Az R29-es konstrukció hátsó traktusát tekintve a 2009-es szabálymódosítások mellett módosult a lengéscsillapító elemek és a sebességváltó házának csatlakozási módja is, amely egészen pontosan azt jelenti, hogy a torziós rugókat tartalmazó elemeket alacsonyabb szinten rögzítették a váltómű titánból készített burkolatához.

## Szponzorok
Kezdetben az ING Group volt a csapat főtámogatója, de szezon közben a 2008-as szingapúri nagydíjon történt szándékos baleset miatt, felbontották a szponzori szerződést. A francia olajtársaság a Elf Aquitaine leányvállalata a Total S.A. is csatlakozott a csapathoz, mint szponzor.

## A szezon
2009-ben a csapat változatlan felállással kezdte az évet. Az új szabályoknak megfelelően épített Renault R29 az első teszteléseken a leglassabbak között volt, a későbbi tesztek során javítottak, de látványosan elmaradtak a legjobb eredményeket produkáló Brawnoktól. Az idénynyitón kisebb csalódást keltve csak a 10. helyről indulhatott, de a versenyen jól küzdve, a kieséseknek is köszönhetően feljött az 5. helyre. A maláj nagydíjon Alonso a 9. helyről a 3. helyre jött fel a rajtnál, később megcsúszott és visszaesett a mezőny hátsó részébe, amikor lefújták a monszuneső miatt a versenyt. A Motorsport Világtanács engedélyezte a Brawn, a Toyota és a Williams által használt dupla fedeles diffúzorok használatát, így a Renault is ennek kifejlesztésére kényszerült. Kínára elkészült egy ideiglenes változata, amellyel Alonso a 2. helyet szerezte meg az időmérőn, a két Red Bull-Renault által közrefogva. A versenyen ismét esett az eső, ami tönkretette a könnyű autóval induló Alonso taktikáját, majd hibázott is, így 9. lett. A bahreini hőségben Alonso folyadék-utánpótlás nélkül versenyzett, 8. lett.

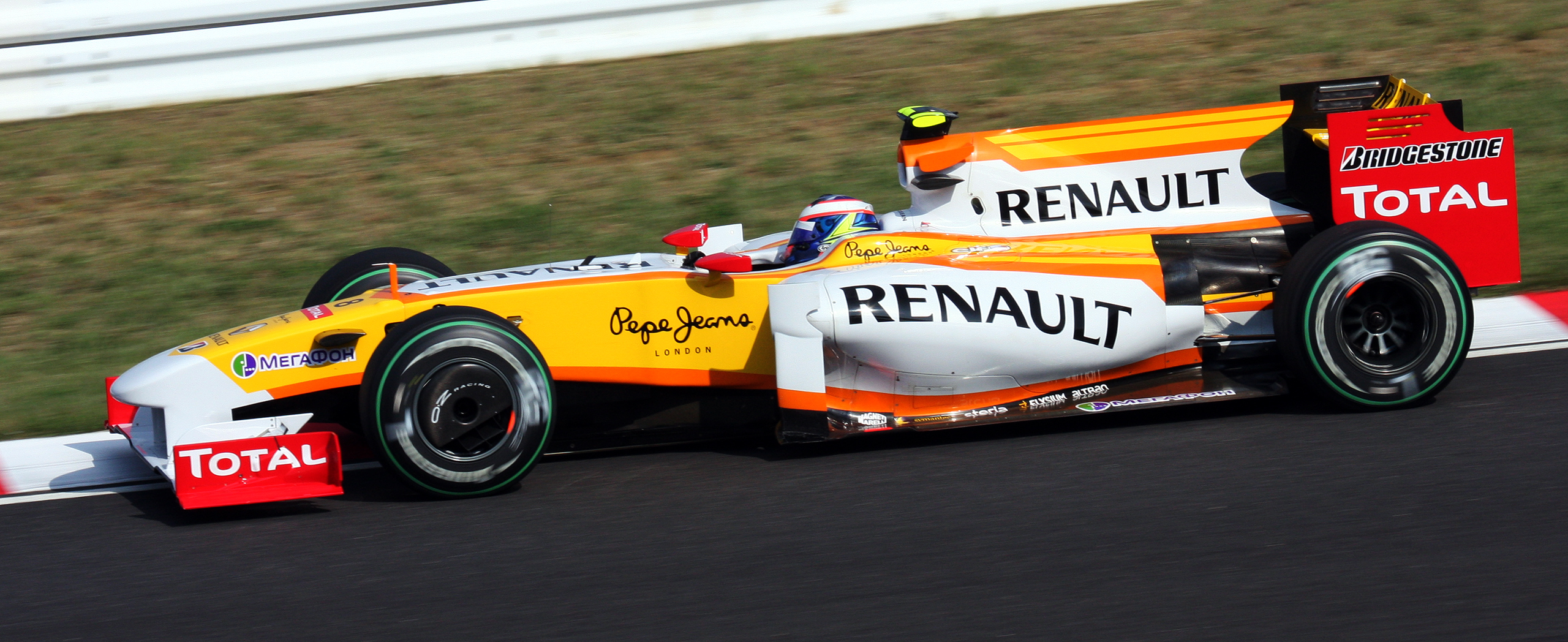
Romain Grosjean a Japán nagydíj időmérő edzésén.

A spanyol nagydíjra a Renault erre a versenyre kisebb újításokkal készült, de ez nem hozott átütő sikert. Alonso némi szerencsével az 5. helyen végzett hazai szurkolói előtt. Monacói 7. helyével ismét csak Alonso szerzett pontot Piquet-vel ellentétben.
Ezután Isztambulban és Silverstone-ban nem tudtak pontot szerezni, de a Nürburgringen az új fejlesztéseknek köszönhetően Alonso a 7. helyen végzett a leggyorsabb kört magáénak tudva.
A magyar nagydíjon hosszú idő után ismét pole pozícióból kezdhette Alonso a futamot, de a 12. körben történt kerékcseréje alatt szerelői rosszul rögzítették a jobb első kerekét, az levált így vissza kellett mennie a boxba, majd 3 körrel később műszaki hiba miatt végleg feladta a versenyt. Az FIA eltiltotta a csapatot a következő európai nagydíjról, mivel Alonso rosszul rögzített kereke balesetveszélyes volt, de később visszavonta a döntést. A szezonban egyetlen pontot sem szerző Piquet-t a magyar nagydíj után elbocsátották a Renault-tól, a francia Romain Grosjean-t ültették be a brazil helyére.
2009 szeptemberében kiderült, hogy a csapat Piquet balesetével tudatosan befolyásolta a 2008-as szingapúri nagydíjat, amelynek köszönhetően Alonso jelentős előnybe került, majd győzni tudott (ez volt az úgynevezett "Crashgate" botrány). A csapatfőnök Flavio Briatorét örökre (később visszavonták), a technikai igazgató Pat Symonds-t öt évre tiltották el a Formula–1-től, a Renault új csapatfőnöke ezután Bob Bell lett. A csapat kétéves felfüggesztett eltiltást kapott, névadó szponzora, az ING elhagyta a Renault-t.
A szingapúri nagydíj után kiderült, hogy Alonso leszerződött a Ferrarival a 2010-es idényre, helyét az egykori pártfogoltjuk, Robert Kubica vette át a 2010-es idénytől.

## Teljes Formula–1-es eredménylistája
(Táblázat értelmezése)

(Félkövér: pole-pozícióból indult; dőlt: leggyorsabb kört futott) 

| Év   | Konstruktőr         | Motor           | Gumi | Versenyzői      | 1   | 2   | 3   | 4   | 5   | 6   | 7   | 8   | 9   | 10  | 11  | 12  | 13  | 14  | 15  | 16  | 17  | Pont | Helyezés |
| ---- | ------------------- | --------------- | ---- | --------------- | --- | --- | --- | --- | --- | --- | --- | --- | --- | --- | --- | --- | --- | --- | --- | --- | --- | ---- | -------- |
| 2009 | ING Renault F1 Team | Renault RS27 V8 | B    |                 | AUS | MAL | CHN | BHR | ESP | MON | TUR | GBR | GER | HUN | EUR | BEL | ITA | SIN | JPN | BRA | UAE | 26   | 8.       |
| 2009 | ING Renault F1 Team | Renault RS27 V8 | B    | Fernando Alonso | 5   | 11  | 9   | 8   | 5   | 7   | 10  | 14  | 7   | Ki  | 6   | Ki  | 5   | 3   | 10  | Ki  | 14  | 26   | 8.       |
| 2009 | ING Renault F1 Team | Renault RS27 V8 | B    | Nelsinho Piquet | Ki  | 13  | 16  | 10  | 12  | Ki  | 16  | 12  | 13  | 12  |     |     |     |     |     |     |     | 26   | 8.       |
| 2009 | ING Renault F1 Team | Renault RS27 V8 | B    | Romain Grosjean |     |     |     |     |     |     |     |     |     |     | 15  | Ki  | 15  | Ki  | 16  | 13  | 18  | 26   | 8.       |

## Külső hivatkozások
- Renault - R29